# Паскуале Падаліно
Паскуале Падаліно (італ. Pasquale Padalino, нар. 26 липня 1972, Фоджа) — італійський футболіст, що грав на позиції захисника, зокрема за «Фіорентину», а також національну збірну Італії.
По завершенні ігрової кар'єри — тренер. З 2020 року очолює тренерський штаб команди «Юве Стабія».

## Клубна кар'єра
Народився 26 липня 1972 року у Фоджі. Вихованець футбольної школи місцевого однойменного клубу. Дорослу футбольну кар'єру розпочав 1988 року в основній команді «Фоджі», у якій провів чотири сезони, протягом яких команда подолала шлях від третього дивізіону до елітної Серії A. На рівні найвищого дивізіону не повністю відповідав вимогам тренерського штабу і в листопаді 1992 року перейшов до друголігової «Болонья».
Однак вже сезон 1993/94 вже знову проводив у Серії A, де грав за «Лечче», а наступного року знову захищав кольори рідної «Фоджі».
1995 року став гравцем «Фіорентини», якій присвятив наступні п'ять сезонів кар'єри. У розіграші 1995/96 допоміг команді вибороти Кубок Італії.
Протягом 2000—2002 років був гравцем «Болоньї» та «Інтернаціонале», а завершував ігрову кар'єру в «Комо», за який виступав протягом 2002—2004 років.

## Виступи за збірні
1996 року провів свою єдину офіційну гру у складі національної збірної Італії.

## Кар'єра тренера
Розпочав тренерську кар'єру невдовзі по завершенні кар'єри гравця, 2006 року, увійшовши до тренерського штабу клубу «Верона» як асистент головного тренера. Згодом працював на аналогічній позиції в структурі «Пізи».
2009 року перейшов на самостійну тренерську роботу, очоливши тренерський штаб «Ночеріни». Згодом працював головним тренером у низці італійських команд, включаючи рідну «Фоджу».
2020 року очолив тренерський штаб третьолігової «Юве Стабія».

## Статистика виступів

### Статистика клубних виступів
| Сезон                  | Команда                | Чемпіонат              | Чемпіонат | Чемпіонат | Національний кубок | Національний кубок | Національний кубок | Континентальні кубки | Континентальні кубки | Континентальні кубки | Інші змагання | Інші змагання | Інші змагання | Усього | Усього | Усього |
| Сезон                  | Команда                | Ліга                   | Ігор      | Голів     | Ліга               | Ігор               | Голів              | Ліга                 | Ігор                 | Голів                | Ліга          | Ігор          | Голів         | Ігор   | Голів  |        |
| ---------------------- | ---------------------- | ---------------------- | --------- | --------- | ------------------ | ------------------ | ------------------ | -------------------- | -------------------- | -------------------- | ------------- | ------------- | ------------- | ------ | ------ | ------ |
| 1988–89                | «Фоджа»                | C1                     | 2         | 0         | КІ-C               | ?                  | ?                  | -                    | -                    | -                    | -             | -             | -             | 2      | 0      |        |
| 1989–90                | «Фоджа»                | B                      | 20        | 0         | КІ                 | 0                  | 0                  | -                    | -                    | -                    | -             | -             | -             | 20     | 0      |        |
| 1990–91                | «Фоджа»                | B                      | 25        | 0         | КІ                 | 2                  | 0                  | -                    | -                    | -                    | -             | -             | -             | 27     | 0      |        |
| 1991–92                | «Фоджа»                | A                      | 15        | 1         | КІ                 | 0                  | 0                  | -                    | -                    | -                    | -             | -             | -             | 15     | 1      |        |
| лип.-лист. 1992        | «Фоджа»                | A                      | 0         | 0         | КІ                 | 0                  | 0                  | -                    | -                    | -                    | -             | -             | -             | 0      | 0      |        |
| лист. 1992–93          | «Болонья»              | B                      | 18        | 0         | -                  | -                  | -                  | -                    | -                    | -                    | -             | -             | -             | 18     | 0      |        |
| 1993–94                | «Лечче»                | A                      | 30        | 3         | КІ                 | 2                  | 0                  | -                    | -                    | -                    | -             | -             | -             | 32     | 3      |        |
| 1994–95                | «Фоджа»                | A                      | 28        | 0         | КІ                 | 4                  | 0                  | -                    | -                    | -                    | -             | 1             | -             | 32     | 0      |        |
| Усього за «Фоджу»      | Усього за «Фоджу»      | Усього за «Фоджу»      | 90        | 1         |                    | 6                  | 0                  |                      | -                    | -                    |               | -             | -             | 96     | 1      |        |
| 1995–96                | «Фіорентина»           | A                      | 30        | 2         | КІ                 | 7                  | 0                  | -                    | -                    | -                    | -             | -             | -             | 37     | 2      |        |
| 1996–97                | «Фіорентина»           | A                      | 21        | 2         | КІ                 | 0                  | 0                  | КВК                  | 5                    | 0                    | 'СІ'          | 0             | 0             | 26     | 2      |        |
| 1997–98                | «Фіорентина»           | A                      | 28        | 1         | КІ                 | 2                  | 0                  | -                    | -                    | -                    | -             | -             | -             | 30     | 1      |        |
| 1998–99                | «Фіорентина»           | A                      | 28        | 3         | КІ                 | 5                  | 0                  | КУЄФА                | 2                    | 0                    | -             | -             | -             | 35     | 3      |        |
| 1999–00                | «Фіорентина»           | A                      | 8         | 0         | КІ                 | 1                  | 0                  | ЛЧ                   | 5                    | 0                    | -             | -             | -             | 14     | 0      |        |
| Усього за «Фіорентину» | Усього за «Фіорентину» | Усього за «Фіорентину» | 115       | 8         |                    | 15                 | 0                  |                      | 12                   | 0                    |               | 0             | 0             | 142    | 8      |        |
| 2000–01                | «Болонья»              | A                      | 15        | 0         | КІ                 | 0                  | 0                  | -                    | -                    | -                    | -             | -             | -             | 15     | 0      |        |
| Усього за «Болонью»    | Усього за «Болонью»    | Усього за «Болонью»    | 33        | 0         |                    | 0                  | 0                  |                      | -                    | -                    |               | -             | -             | 33     | 0      |        |
| 2001–02                | «Інтернаціонале»       | A                      | 0         | 0         | КІ                 | 1                  | 0                  | КУЄФА                | 0                    | 0                    | -             | -             | -             | 1      | 0      |        |
| 2002–03                | «Комо»                 | A                      | 15        | 1         | КІ                 | 0                  | 0                  | -                    | -                    | -                    | -             | -             | -             | 15     | 1      |        |
| 2003–04                | «Комо»                 | B                      | 12        | 1         | КІ                 | 0                  | 0                  | -                    | -                    | -                    | -             | -             | -             | 12     | 1      |        |
| Усього за «Комо»       | Усього за «Комо»       | Усього за «Комо»       | 17        | 2         |                    | 0                  | 0                  |                      | -                    | -                    |               | -             | -             | 17     | 2      |        |
| Усього за кар'єру      | Усього за кар'єру      | Усього за кар'єру      | 295       | 14        |                    | 24                 | 0                  |                      | 12                   | 0                    |               | -             | -             | 331    | 14     |        |

### Статистика виступів за збірну
| Дата      | Місто   | Господарі            | Результат | Гості  | Турнір           | Голи | Примітки |
| --------- | ------- | -------------------- | --------- | ------ | ---------------- | ---- | -------- |
| 6-11-1996 | Сараєво | Боснія і Герцеговина | 2 – 1     | Італія | товариський матч | -    |          |
| Усього    |         | Матчів               | 1         |        | Голів            | 0    |          |

## Титули і досягнення
- Володар Кубка Італії (1):

«Фіорентина»: 1995-1996
- Володар Суперкубка Італії з футболу (1):

«Фіорентина»: 1996